# Адміністративний устрій Хустського району
Адміністративний устрій Хустського району — адміністративно-територіальний поділ Хустського району Закарпатської області на 1 селищну і 25 сільських рад, які об'єднують 57 населених пунктів та підпорядковані Хустській районній раді. Адміністративний центр — місто Хуст, яке є містом обласного значення та не входить до складу району.

## Список радХустського району
| №  | Назва                            | Центр              | Населені пункти                                           | Площа км² | Місце за площею | Населення (2001), осіб. | Місце за населенням |
| -- | -------------------------------- | ------------------ | --------------------------------------------------------- | --------- | --------------- | ----------------------- | ------------------- |
| 1  | Вишківська селищна рада          | смт Вишково        | смт Вишково с. Модьорош с. Ракош с. Шаян с. Яблунівка     |           |                 |                         |                     |
| 2  | Березівська сільська рада        | с. Березово        | с. Березово с. Гонцош с. Ряпідь                           |           |                 |                         |                     |
| 3  | Боронявська сільська рада        | с. Боронява        | с. Боронява                                               |           |                 |                         |                     |
| 4  | Велятинська сільська рада        | с. Велятин         | с. Велятин                                                |           |                 |                         |                     |
| 5  | Вільшанівська сільська рада      | с. Вільшани        | с. Вільшани                                               |           |                 |                         |                     |
| 6  | Горінчівська сільська рада       | с. Горінчово       | с. Горінчово с. Ділок с. Кутлаш с. Посіч с. Сюрюк         |           |                 |                         |                     |
| 7  | Данилівська сільська рада        | с. Данилово        | с. Данилово                                               |           |                 |                         |                     |
| 8  | Драгівська сільська рада         | с. Драгово         | с. Драгово с. Жовтневе с. Кічерели с. Становець           |           |                 |                         |                     |
| 9  | Забрідська сільська рада         | с. Забрідь         | с. Забрідь                                                |           |                 |                         |                     |
| 10 | Золотарівська сільська рада      | с. Золотарьово     | с. Золотарьово                                            |           |                 |                         |                     |
| 11 | Ізянська сільська рада           | с. Іза             | с. Іза с. Карповтлаш                                      |           |                 |                         |                     |
| 12 | Копашнівська сільська рада       | с. Копашново       | с. Копашново с. Лунка с. Поляна с. Хустець                |           |                 |                         |                     |
| 13 | Кошелівська сільська рада        | с. Кошельово       | с. Кошельово с. Залом                                     |           |                 |                         |                     |
| 14 | Крайниківська сільська рада      | с. Крайниково      | с. Крайниково                                             |           |                 |                         |                     |
| 15 | Кривська сільська рада           | с. Крива           | с. Крива                                                  |           |                 |                         |                     |
| 16 | Липецько-Полянська сільська рада | с. Липецька Поляна | с. Липецька Поляна с. Каллів с. Ожоверх с. Слоповий       |           |                 |                         |                     |
| 17 | Липовецька сільська рада         | с. Липовець        | с. Липовець                                               |           |                 |                         |                     |
| 18 | Липчанська сільська рада         | с. Липча           | с. Липча с. Кривий с. Крайнє с. Осава                     |           |                 |                         |                     |
| 19 | Монастирецька сільська рада      | с. Монастирець     | с. Монастирець с. Медвежий с. Облаз с. Поточок с. Тополин |           |                 |                         |                     |
| 20 | Нанківська сільська рада         | с. Нанково         | с. Нанково                                                |           |                 |                         |                     |
| 21 | Нижньобистрівська сільська рада  | с. Нижній Бистрий  | с. Нижній Бистрий с. Противень с. Широке                  |           |                 |                         |                     |
| 22 | Нижньоселищенська сільська рада  | с. Нижнє Селище    | с. Нижнє Селище                                           |           |                 |                         |                     |
| 23 | Олександрівська сільська рада    | с. Олександрівка   | с. Олександрівка                                          |           |                 |                         |                     |
| 24 | Рокосівська сільська рада        | с. Рокосово        | с. Рокосово с. Вертеп                                     |           |                 |                         |                     |
| 25 | Сокирницька сільська рада        | с. Сокирниця       | с. Сокирниця                                              |           |                 |                         |                     |
| 26 | Стеблівська сільська рада        | с. Стеблівка       | с. Стеблівка                                              |           |                 |                         |                     |

* Примітки: смт — селище міського типу, с. — село